# Марьяновский район
Марья́новский райо́н — административно-территориальная единица (район) и муниципальное образование (муниципальный район) на юго-западе центральной части Омской области России.
Административный центр — посёлок городского типа Марьяновка.

## География
Марьяновский район находится на юге Западной Сибири в Омской области. Площадь района — 1700 км².

## История
Район образован в январе 1935 года:
- 4 сельских совета, 1 поселковый совхозный совет переданы из Шербакульского района (Аулсовет № 11, Боголюбовский, Новопоповский, Нокинский и Москаленский совхозный поселковый совет);
- 4 сельских совета передано из Любинского района (Марьяновский, Орловский, Покровский, Степнинский).[5]

В апреле 1936 года Аулсовет № 11 переименован в Наримановский с переносом центра из аула Жундос в аул Наримановка.
В 1936 году насчитывалось 96 населённых пункта, 8 сельских советов (1 казахский, 1 немецкий, 1 поселковый), 50 колхозов, 4 совхоза, 1 МТС, 40 начальных школ, 9 неполных средних школ, 1 средняя школа, 16 клубных учреждений, 1 больница, 2 амбулатории. Площадь 1616 квадратных километра.
На 1 января 1938 года площадь района составляла 1600 квадратных километров, насчитывалось 8 сельских советов. Расстояние до центра области 50 километров. Ближайшая железнодорожная станция здесь.
В 1938 году центр Покровского сельского совета перенесён из села Покровка в село Пикетное.
В 1940 году центр Марьяновского сельского совета перенесён из села Усовка в село Марьяновка.
К 1 января 1941 года в районе насчитывалось 9 сельских советов. Площадь района равнялась 1700 квадратных километров. Расстояние до центра области 52 километра.
В 1941 году центр Нокинского сельского совета перенесён из села Нока в село Шереметьевка.
В 1945 году из частей Боголюбовского и Марьяновского сельских советов образован Васильевский. Из частей Марьяновского, Нокинского, Новопоповского сельских советов образован Грибановский. Части Степнинского сельского совета переданы в Дзержинский и Шараповский. Центр Наримановского сельского совета перенесён из аула Наримановка в аул Кара-Терек.
К 1 января 1947 года в районе насчитывалось 9 сельских советов. Площадь района равнялась 1700 квадратных километров. Ближайшая железнодорожная станция здесь.
В 1949 году центр Нокинского сельского совета перенесён из села Шереметьевка в село Нока.
В 1954 году Наримановский сельский совет и часть Дзержинского присоединены к Васильевскому. Часть Дзержинского сельского совета и Шараповский присоединены к Степнинскому.
В мае 1958 года село Марьяновка преобразовано в рабочий посёлок. Образован Марьяновский поселковый совет. Марьяновский, Нокинский сельские советы присоединены к Усовскому.
В августе 1958 года Покровский сельский совет переименован в Пикетинский.
В 1959 году Новопоповский сельский совет присоединён к Москаленскому совхозному поселковому совету.
В 1961 году Боголюбовский сельский совет присоединён к Васильевскому. Центр Васильевского сельского совета перенесён из села Васильевка в посёлок конезавода № 40. Усовский сельский совет присоединён к Грибановскому.
В 1963 году район был ликвидирован:
- 4 сельских совета, 1 поселковый совет переданы в Любинский район (Васильевский, Орловский, Пикетинский, Степнинский и Марьяновский поселковый совет);
- 1 сельский совет, 1 поселковый совхозный совет переданы в Москаленский район Грибановский сельский совет, Москаленский совхозный поселковый совет).[17]

В 1965 году район вновь образован:
- 3 сельских совета, 1 поселковый совхозный совет переданы из Москаленского района (Васильевский, Грибановский, Пикетинский сельские советы и Москаленский совхозный поселковый совет);
- 2 сельских совета, 1 поселковый совет преданы из Любинского района (Марьяновский поселковый совет и Орловский, Степнинский сельские советы);
- 1 сельский совет передан из Таврического района (Березовский).

Переименованы некоторые населённые пункты в районе.
В 1966 году из Васильевского и Грибановского сельских советов выделен Боголюбовский.
В 1970 году центр Грибановского сельского совета перенесён из села Грибановка в рабочий посёлок Марьяновский.
К 1987 году ближайшая железнодорожная станция здесь. Расстояние до Омска 47 километров.
В 1989 году из Степнинского сельского совета выделен Шараповский.
В январе 1991 года из Пикетинского сельского совета выделен Заринский.
На 1 марта 1991 года в районе насчитывалось 10 сельских советов, 1 рабочий посёлок и 45 населённых пунктов в сельской местности. Территория района 1800 квадратных километров. Население района 30173 человека. Действовало 2 совхоза («Новоазовский», «Южный»), 4 колхоза («Заря Свободы», «Знамя Коммунизма», «Искра», «Дружба»), 1 зерносовхоз («Российский»), 1 конзавод («Омский»), 1 госплемзавод («Марьяновский»).
В 1993 году сельские советы упразднены.
В 2003 году введены в районе сельские администрации.
В 2004 году сельские администрации преобразованы в сельские округа.
В 2006 году был утверждён герб района.
На 1 января 2009 года в районе насчитывалось: 1 рабочий посёлок, 41 сельский населённый пункт, 9 сельских округов.

## Население
| 1959    | 1970    | 1979    | 1989    | 2002    | 2009    | 2010    |
| ------- | ------- | ------- | ------- | ------- | ------- | ------- |
| 29 921  | ↘29 828 | ↘28 477 | ↗30 173 | ↘27 802 | ↘27 307 | ↗27 595 |
| 2011    | 2012    | 2013    | 2014    | 2015    | 2016    | 2017    |
| ↘27 556 | ↘27 417 | ↘27 183 | ↘26 974 | ↗27 428 | ↗27 588 | ↗27 602 |
| 2018    | 2019    | 2020    | 2021    | 2023    |         |         |
| ↘27 450 | ↘27 074 | ↘26 821 | ↘25 337 | ↗25 346 |         |         |

По Всесоюзной переписи населения 15 января 1959 года в районе проживало 29921 человек (13841 м — 16080 ж).
По Всесоюзной переписи населения 15-22 января 1970 года в районе проживало 29828 человек (13886 м — 15942 ж).
По Всесоюзной переписи населения 17 января 1979 года в районе проживало 28477 человек (13213 м — 15264 ж).
По Всесоюзной переписи населения 12-19 января 1989 года в районе проживало 30173 человека (14262 м — 15911 ж).
По Всероссийской переписи населения 9 октября 2002 года в районе проживало 27802 человека (13104 м — 14698 ж).
По Всероссийской переписи населения 14-25 октября 2010 года в районе проживало 27595 человек (12989 м — 14606 ж). В процентном отношении 47,1 % мужчин и 52,9 % женщин.

### Национальный состав
По Всероссийской переписи населения 2010 года
| Национальность  | Численность населения, чел. | Доля от населения |
| --------------- | --------------------------- | ----------------- |
| Белорусы        | 139                         | 0,50              |
| Казахи          | 1924                        | 6,97              |
| Немцы           | 2321                        | 8,41              |
| Русские         | 21184                       | 76,77             |
| Татары          | 397                         | 1,44              |
| Украинцы        | 888                         | 3,22              |
| Прочие нации    | 742                         | 2,69              |
| Итого по району | 27595                       | 100,00            |

## Муниципально-территориальное устройство
В Марьяновском районе 42 населённых пункта в составе одного городского и девяти сельских поселений:
| №  | Городское и сельские поселения   | Административный центр     | Количество населённых пунктов | Население | Площадь, км2 |
| -- | -------------------------------- | -------------------------- | ----------------------------- | --------- | ------------ |
| 1  | Марьяновское городское поселение | рабочий посёлок Марьяновка | 1                             | ↗8575     | 34,12        |
| 2  | Боголюбовское сельское поселение | село Боголюбовка           | 5                             | ↘1328     | 251,32       |
| 3  | Васильевское сельское поселение  | посёлок Конезаводский      | 6                             | ↘3510     | 215,65       |
| 4  | Грибановское сельское поселение  | посёлок Марьяновский       | 6                             | ↗2418     | 245,01       |
| 5  | Заринское сельское поселение     | село Заря Свободы          | 3                             | ↘1045     | 144,69       |
| 6  | Москаленское сельское поселение  | посёлок Москаленский       | 8                             | ↘3632     | 385,69       |
| 7  | Орловское сельское поселение     | село Орловка               | 2                             | ↗1452     | 140,91       |
| 8  | Пикетинское сельское поселение   | село Пикетное              | 3                             | ↘716      | 7,63         |
| 9  | Степнинское сельское поселение   | село Степное               | 3                             | ↘1144     | 117,85       |
| 10 | Шараповское сельское поселение   | село Новая Шараповка       | 5                             | ↗1526     | 109,08       |

| №  | Населённый пункт                 | Тип                                | Население | Муниципальное образование        |
| -- | -------------------------------- | ---------------------------------- | --------- | -------------------------------- |
| 1  | 2857 км                          | железнодорожный остановочный пункт | 26        | Шараповское сельское поселение   |
| 2  | Александровка                    | деревня                            | ↘235      | Шараповское сельское поселение   |
| 3  | Алексеевка                       | деревня                            | ↗388      | Васильевское сельское поселение  |
| 4  | Алонский                         | железнодорожный остановочный пункт | 58        | Васильевское сельское поселение  |
| 5  | Березовка                        | деревня                            | ↗456      | Орловское сельское поселение     |
| 6  | Боголюбовка                      | село                               | 1079      | Боголюбовское сельское поселение |
| 7  | Большая Роща                     | деревня                            | 437       | Боголюбовское сельское поселение |
| 8  | Васильевка                       | деревня                            | ↗441      | Васильевское сельское поселение  |
| 9  | Голенки                          | деревня                            | 389       | Васильевское сельское поселение  |
| 10 | Грибановка                       | деревня                            | ↘52       | Грибановское сельское поселение  |
| 11 | Домбай                           | аул                                | 403       | Москаленское сельское поселение  |
| 12 | Заря Свободы                     | село                               | 751       | Заринское сельское поселение     |
| 13 | Зелёная Долина                   | деревня                            | 148       | Боголюбовское сельское поселение |
| 14 | Кара-Терек                       | аул                                | 307       | Васильевское сельское поселение  |
| 15 | Конезаводский                    | посёлок                            | 1957      | Васильевское сельское поселение  |
| 16 | Лесногорский                     | посёлок                            | 110       | Москаленское сельское поселение  |
| 17 | Малая Степнинка                  | деревня                            | ↗225      | Степнинское сельское поселение   |
| 18 | Марьяновка                       | рабочий посёлок                    | ↘8570     | Марьяновское городское поселение |
| 19 | Марьяновский                     | посёлок                            | 1108      | Грибановское сельское поселение  |
| 20 | Михайловка                       | деревня                            | 149       | Боголюбовское сельское поселение |
| 21 | Москаленский                     | посёлок                            | 2468      | Москаленское сельское поселение  |
| 22 | Нейдорф                          | деревня                            | ↘205      | Москаленское сельское поселение  |
| 23 | Новая Шараповка                  | село                               | ↘662      | Шараповское сельское поселение   |
| 24 | Новое Поле                       | деревня                            | ↘3        | Степнинское сельское поселение   |
| 25 | Орловка                          | село                               | 1275      | Орловское сельское поселение     |
| 26 | Отделение № 2 совхоза Российский | населённый пункт                   | 114       | Москаленское сельское поселение  |
| 27 | Отделение № 3 совхоза Российский | населённый пункт                   | 412       | Москаленское сельское поселение  |
| 28 | Отделение № 5 совхоза Российский | населённый пункт                   | 196       | Москаленское сельское поселение  |
| 29 | Охровка                          | деревня                            | 159       | Грибановское сельское поселение  |
| 30 | Петровка                         | деревня                            | 312       | Шараповское сельское поселение   |
| 31 | Пикетное                         | село                               | ↗819      | Пикетинское сельское поселение   |
| 32 | Питомник                         | посёлок                            | 53        | Москаленское сельское поселение  |
| 33 | Посёлок имени Чапаева            | посёлок                            | 250       | Заринское сельское поселение     |
| 34 | Райнфельд                        | деревня                            | 235       | Заринское сельское поселение     |
| 35 | Старая Шараповка                 | деревня                            | ↗495      | Шараповское сельское поселение   |
| 36 | Степное                          | село                               | 798       | Степнинское сельское поселение   |
| 37 | Татьяновский                     | железнодорожный остановочный пункт | 11        | Пикетинское сельское поселение   |
| 38 | Татьяновский Кордон              | населённый пункт                   | 3         | Пикетинское сельское поселение   |
| 39 | Усовка                           | деревня                            | 827       | Грибановское сельское поселение  |
| 40 | Уютное                           | деревня                            | 415       | Грибановское сельское поселение  |
| 41 | Чебуренки                        | деревня                            | 178       | Грибановское сельское поселение  |
| 42 | Шереметьевка                     | деревня                            | 356       | Боголюбовское сельское поселение |

## Экономика
Среди зарегистрированных в районе 399 субъектов хозяйственной деятельности, 46 % составляют крестьянские фермерские хозяйства, около 20 % — хозяйственные общества и товарищества, 9 % некоммерческих организаций являются муниципальными учреждениями, 3 % — государственными учреждениями.
В районе развиты мукомольно-крупяная, комбикормовая и пищевая отрасли промышленности. Мукомольно-крупяная отрасль промышленности ежегодно обеспечивает до 80 % всего объёма промышленной продукции района. Около 15 % даёт пищевая отрасль. С января по декабрь 2001 года объём промышленной продукции составил 133 948 тыс. рублей.
В 2001 году введено с действие жилых домов площадью 2204 м². Оборот розничной торговли района в 2001 году составил 95 203 тыс. рублей. Оборот предприятий общественного питания района в период с января по сентябрь 2001 года исчисляется в 2 300 тыс. рублей.
В районе около 10 крупных сельскохозяйственных организаций. Динамика валовой продукции сельского хозяйства в хозяйствах всех категорий в конце 1990-х годов выглядит следующим образом:
- 1996 год — 167240 тыс. рублей,
- 1997 год — 187548 тыс. рублей,
- 1998 год — 187126 тыс. рублей,
- 1999 год — 334199 тыс. рублей.

Валовой сбор зерна в хозяйствах всех категорий в 2001 году — 123,1 тыс. тонн. Посевные площади сельскохозяйственных культур в хозяйствах всех категорий занимают более 86 тыс. га. Зерновые культуры занимают более 46 тыс. га, кормовые — более 38 тыс. га.
Поголовье скота в крупных и средних сельскохозяйственных организациях — более 16 тысяч голов. Развиты птицеводство, свиноводство, овцеводство.

### Крупнейшие предприятия
- Комбинат кооперативной промышленности
- Комбинат хлебопродуктов
- Госплемконзавод «Омский»
- СПК Племзавод «Овцевод»

## Транспорт
Протяжённость автомобильных дорог с твёрдым покрытием — более 390 км. Показатели грузооборота автотранспорта в конце 1990 годов выглядят следующим образом:
- 1996 год — 19222,0 тыс. т.км,
- 1997 год — 16934,0 тыс. т.км,
- 1998 год — 10923,2 тыс. т.км,
- 1999 год — 11929,9 тыс. т.км.

## Достопримечательности
Памятники истории, архитектуры, археологии и монументального искусства
- Степной редут, село Степное
- Братская могила борцов за советскую власть 1919, организована в 1955, село Степное
- Братская могила участников Марьяновского боя 1918, организована в 1958, рп Марьяновка.
- Братская могила жертв белогвардейцев 1918—1919, организована в 1957 году, село Пикетное
- Здание железнодорожного вокзала 1896 года, где располагался штаб и наблюдательный пункт красногвардейского отряда в Марьяновском бою 1918, ж/д станция рп Марьяновка.
- Водонапорная башня 1896 года, где располагался штаб и наблюдательный пункт красногвардейского отряда в Марьяновском бою 1918, ж/д станция рп Марьяновка.
- Место, где стоял поезд, в котором располагался штаб 5-й армии в 1919, отсюда была дана телеграмма В. И. Ленину об освобождении Омска от белогвардейцев, ж/д станция рп Марьяновка.
- Обелиск воинам-землякам, погибшим в годы Великой Отечественной войны 1941—1945, установлен в 1969, посёлок Москаленский
- Памятник Герою Советского Союза И. С. Пономаренко, установлен в 1965, село Боголюбовка
- Памятник В. И. Ленину 1967, село Орловка[47]
- Место Марьяновского боя красногвардейцев с белочехами, 15 м на восток от ж/д станции рп Марьяновка.
- Мельница, где работал Иосиф Броз Тито, село Боголюбовка
- Курганский редут, рп Марьяновка
- Дом, где размещался эвакуированный детский дом № 23, ул. Южная село Степное
- Место нахождения коммуны «Курземе», 5 км шоссе «Марьяновка-Шербакуль»
- Покровская крепость